# Saint-Pierre-d’Entremont (Orne)
Saint-Pierre-d’Entremont – miejscowość i gmina we Francji, w regionie Normandia, w departamencie Orne.
Według danych na rok 1990 gminę zamieszkiwało 597 osób, a gęstość zaludnienia wynosiła 96 osób/km² (wśród 1815 gmin Dolnej Normandii Saint-Pierre-d’Entremont plasuje się na 379. miejscu pod względem liczby ludności, natomiast pod względem powierzchni na miejscu 786.).